# Lago Contwoyto
O Lago Contwoyto é um lago na região de Kitikmeot no território canadense de Nunavut, localizado perto da fronteira com os Territórios do Noroeste. Com uma área total de 957 quilômetros, é o décimo maior lago entre os territórios.